# Azotey

Azotey é um distrito do Paraguai, localizado no departamento de Concepción. Possui área de 793 km² e 9 100 habitantes. Emancipada em 24 de diciembre de 2009, sendo independente do município de Horqueta. 

## Transporte
O município de Azotey é servido pela seguinte rodovia:
- Ruta 03, que liga a cidade de Assunção ao município de Bella Vista Norte (Departamento de Amambay).[2][3][4]